# 花官营乡
花官营乡，是中华人民共和国河北省邯郸市邯山区下辖的一个乡镇级行政单位。

## 行政区划
花官营乡下辖以下地区：
花官营村、王家村、阎浅村、路庄村、所坊营村、兴小营村、石桥村、东城营村、吴庄村、南左良村、郑庄村、北左良村和屯庄村。